# Robin Derks
Robin Derks (oktober 1987) is een Nederlandse schaatscoach namens Team Reggeborgh.
Derks schaatste bij ijsclub De Ondersteuning in zijn dorp Middelie en schaatste tot 2010. Bij de baanselectie bij het gewest zag hij schaatsers doorontwikkelen terwijl hij achterbleef. Op aanraden van Johan de Wit is hij gaan coachen. Derks ontwikkelde zich later tot trainer en was actief voor IJs- en Inline-skateclub Purmerend en trainde met Martin Admiraal tot 2015 een groep talentvolle rijders uit Noord-Holland bij het team Loon Salarissoftware.
Sinds seizoen 2022/2023 is hij samen met Dennis van der Gun assistent-coach bij Reggeborgh. Daar is hij verantwoordelijk voor de allroundtak, waaronder Patrick Roest. Als coach deed Derks ervaring op bij het team van Peter Kolder in Japan en vervolgens een jaar in China. Tussen 2019 en 2022 was hij lid van de technische staf van TalentNED, als opvolger van Wouter olde Heuvel.
Team Reggeborgh
Jenning de Boo · Marcel Bosker · Janno Botman · Wesly Dijs · Marrit Fledderus · Louis Hollaar · Femke Kok · Kjeld Nuis · Hein Otterspeer · Tim Prins · Antoinette Rijpma-de Jong · Patrick Roest · Mats Siemons · Remo Slotegraaf · Stefan Westenbroek
Coaches: Gerard van Velde · Dennis van der Gun · Robin Derks